# بيلي رينولدز
بيلي رينولدز (بالإنجليزية: Billy Reynolds)‏ (1 مارس 1864 ببورسلم في المملكة المتحدة - ) هو لاعب كرة قدم بريطاني (وحمل سابقاً جنسية المملكة المتحدة لبريطانيا العظمى وأيرلندا) في مركز الهجوم. لعب مع بورت فايل.